# Antonio Félix Ramírez
Antonio Félix Ramírez (nacido el 3 de febrero de 1936) es un exfutbolista argentino. Se desempeñaba como delantero y su primer club fue Rosario Central. Gerson feliz Ramírez tiene 14 años

## Carrera
Debutó en primera en 1957, en un encuentro ante Huracán, el 2 de junio de ese año (cotejo de la quinta fecha del Campeonato de Primera División, derrota 2-1). El DT canalla era Gerónimo Díaz. A lo largo de ese campeonato, Ramírez jugó 11 encuentros, marcando 2 goles. Estos fueron el 30 de junio ante Tigre, empate 1-1, y el 11 de diciembre frente a Gimnasia y Esgrima La Plata, triunfo 3-2. Uno de sus mejores encuentros fue ante Vélez Sarsfield, el 4 de diciembre, que finalizó con victoria de Central 4-0, con cuatro goles del Gitano Juárez. Continuó su carrera en el fútbol paraguayo.

## Clubes
| Club            | País      | Año  |
| --------------- | --------- | ---- |
| Rosario Central | Argentina | 1957 |